# 櫻坂46の「さ」
『櫻坂46の「さ」』（さくらざかフォーティーシックスの さ）は、文化放送で放送されているラジオ番組である。櫻坂46の冠番組。

## 概要
2022年11月4日に『文化放送フライデープレミアム』にて単発の特別番組として放送された。その後、2023年10月3日（2日深夜）より毎週月曜（火曜未明）の1時30分 - 2時の枠でレギュラー放送が開始。
初代パーソナリティは大園玲が、放送開始から2024年9月29日放送分まで務めた。
2024年10月6日放送分から2025年3月30日放送分まで、谷口愛季が2代目パーソナリティを務めた。
2025年4月6日放送分より、石森璃花が3代目パーソナリティを務める。
番組公式ハッシュタグは「#櫻坂のさ」。

## 出演者
メインパーソナリティ
- 石森璃花(櫻坂46)(2025年4月6日放送分 - )

過去のメインパーソナリティ
- 大園玲（櫻坂46）(2023年10月3日放送分 - 2024年9月29日放送分まで)
- 谷口愛季（櫻坂46）(2024年10月6日放送分 - 2025年3月30日放送分まで)

2022年特番時の出演者
- 菅井友香、小池美波、増本綺良（櫻坂46）

### ゲスト

#### 2023年
- 10月3日(2日深夜)・10日(9日深夜) - 松田里奈、田村保乃[11][12]
- 10月17日(16日深夜)・24日(23日深夜) - 小林由依、増本綺良[13][14]
- 10月31日(30日深夜)・11月7日(6日深夜) - 土生瑞穂、大沼晶保[15][16]
- 11月14日(13日深夜)・21日(20日深夜) - 上村莉菜、守屋麗奈[17][18][19]
- 11月28日(27日深夜)・12月5日(4日深夜) - 武元唯衣 、幸阪茉里乃[20][21]
- 12月12日(11日深夜)・19日(18日深夜) - 谷口愛季 、村山美羽[22][23]
- 12月26日(25日深夜) - 村井優 、山下瞳月[24][25]

#### 2024年
- 1月2日(1日深夜) - 村井優 、山下瞳月[24][26]
- 1月9日(8日深夜) - ゲストなし[注 2][27]
- 1月16日(15日深夜)・23日(22日深夜) - 小林由依、的野美青[28][29]
- 1月30日(29日深夜)・2月6日(5日深夜) - 森田ひかる、向井純葉[30]
- 2月13日(12日深夜)・2月20日(19日深夜) - 齋藤冬優花、松田里奈[31]
- 2月27日(26日深夜)・3月5日(4日深夜) - 遠藤理子、中嶋優月[32][33][34]
- 3月12日(11日深夜)・3月19日(18日深夜) - 小田倉麗奈、山下瞳月[35][36]
- 3月26日(25日深夜)・4月7日- 遠藤光莉、守屋麗奈[37]
- 4月14日・4月21日- 山﨑天、小島凪紗[38][39][40]
- 4月28日・5月5日- 井上梨名、増本綺良[41]
- 5月12日・5月19日- 田村保乃、的野美青[42]
- 5月26日・6月2日- 谷口愛季、村井優[43]
- 6月9日・6月16日- 武元唯衣、藤吉夏鈴[44]
- 6月23日・6月30日- 石森璃花、向井純葉[45]
- 7月7日・7月14日- 大沼晶保、遠藤理子[46]
- 7月21日・7月28日- 上村莉菜、幸阪茉里乃[47]
- 8月4日・8月11日- 山﨑天、的野美青[48]
- 8月18日・8月25日- 松田里奈、村山美羽[49]
- 9月1日・9月8日- 藤吉夏鈴、守屋麗奈[50]
- 9月15日・9月22日- 小池美波、井上梨名[51]
- 9月29日- ゲストなし[注 2][52]
- 10月6日・10月13日- 森田ひかる、中嶋優月[53]
- 10月20日・10月27日[注 3][54]- 田村保乃、山下瞳月[55]
- 11月3日[注 4][56]・11月10日- 齋藤冬優花、村井優[57]
- 11月17日・11月24日 - 上村莉菜、的野美青[58]
- 12月1日・12月8日 - 武元唯衣、村山美羽[59]
- 12月15日・12月22日 - 石森璃花、中嶋優月[60]
- 12月29日- ゲストなし[注 5][61]

#### 2025年
- 1月5日、1月12日- 大園玲、増本綺良[62]
- 1月19日、1月26日- 村井優、山下瞳月[63]
- 2月2日、2月9日- 守屋麗奈、向井純葉[64]
- 2月16日、2月23日- 藤吉夏鈴、小田倉麗奈[65]
- 3月2日、3月9日- 小池美波、大沼晶保[66]
- 3月16日、3月23日- 山﨑天、村山美羽[67]
- 3月30日 - ゲストなし[注 5][68]
- 4月6日・4月13日 - 遠藤理子、小島凪紗[69]
- 4月20日・4月27日 - 中嶋優月、的野美青[70]
- 5月4日・5月11日 - 幸阪茉里乃、村井優[71]
- 5月18日・5月25日 - 井上梨名、遠藤光莉[72]
- 6月1日・6月8日 - 大沼晶保、増本綺良[73]
- 6月15日・6月22日 - 大園玲、谷口愛季[74]
- 6月29日・7月6日 - 守屋麗奈、向井純葉[75]
- 7月13日・7月20日 - 武元唯衣、小田倉麗奈[76]
- 7月27日・8月3日 - 遠藤理子、山下瞳月[77]
- 8月10日・8月17日 - 中嶋優月、村山美羽[78]
- 8月24日 - ゲストなし[注 6][79]
- 8月31日・9月7日 - 浅井恋乃未、中川智尋[80]

## メールテーマ

### コーナー
櫻坂ジャッジメント
リスナーから送られてきた「他人には当たり前ではなく驚かれたり、理解を得られなかったような行動・言動・考え方」をパーソナリティとゲストメンバーがありなしを判定するコーナー。
送ってくるなって言ったじゃん！
ふつおた等を紹介するコーナー。ただ、普通すぎる内容や感想、トリッキーすぎる話題、質問、メンバーも慌ててしまうような暴露ネタ、お願いは送らないのが鉄則。
条件反射で泣けて来る
リスナーから送られてきた条件反射で泣けてしまうエピソードを紹介。

### 過去に行われていたコーナー
「承認欲求」イントログランプリ
櫻坂46の7枚目シングルの表題曲「承認欲求」にちなんだコーナー。
同曲のイントロにはまる紹介文を募集していた。
文末は必ず「櫻坂46で承認欲求」という曲フリで締めるのが鉄則。
タイムスリップ！何歳の頃に戻りたいのか？
櫻坂46の8枚目シングルの表題曲「何歳の頃に戻りたいのか?」にちなみ番組が指定する年齢の思い出を募集するコーナー。
櫻さ取調室
出演メンバーを１人ピックアップし、取り調べのように掘り下げていくコーナー。
たぶん！おそらく！メイビー！聞かれたことないTOP3
メンバーが今まで聞かれたことがないであろう質問を募集。
その質問に対する回答TOP3メンバーに答えてもらい、新たな一面を引き出してしまおうというコーナー。

## 放送時間
現在のネット局
| 放送期間        | 放送時間           | 放送局         | 対象地域   | 備考   |
| --------------- | ------------------ | -------------- | ---------- | ------ |
| 2023年10月3日 - | 日曜 19:00 - 19:30 | 文化放送（QR） | 関東広域圏 | 制作局 |

過去のネット局
| 放送期間                      | 放送時間           | 放送局               | 対象地域   | 備考       |
| ----------------------------- | ------------------ | -------------------- | ---------- | ---------- |
| 2023年10月3日 - 2024年3月26日 | 火曜 1:30 - 2:00   | 東海ラジオ放送（SF） | 中京広域圏 | 同時ネット |
| 2024年10月4日 - 2025年3月21日 | 金曜 18:15 - 18:45 | 北日本放送（KNB）    | 富山県     | 遅れネット |